# Португалија на Европском првенству у атлетици на отвореном 2014.
Португалија је учествовала на Европском првенству у атлетици на отвореном 2014. одржаном у Цириху од 12. до 17. августа. Репрезентацију Португалије представљало је 41 спортиста (20 мушкараца и 21 жена) који су се такмичили у 19 дисциплине (14 мушких и 12 женских).
На овом првенству Португалија је делила 23 место по броју освојених медаља са 1 медаљом (бронза). Поред тога оборен је један национални рекорда, оборена су два лична рекорда, остварена је један национални и један најбољи лични резултат сезоне. У табели успешности према броју и пласману такмичара који су учествовали у финалним такмичењима (првих 8 такмичара) Португалија је са 9 учесника у финалу заузело 16. место са 24 бода.

## Учесници
| Мушкарци: - Diogo Antunes — 100 м, 4 х 100 м - Јазалдес Насименто — 100 м, 4 х 100 м - Ricardo dos Santos — 400 м - Сенди Мартинс — 800 м - Емануел Ролим — 1.500 м - Рикардо Рибас — 10.000 м, Маратон - Ермано Фереира — Маратон - José Moreira — Маратон - Руи Педро Силва — Маратон - Joao Almeida — 110 м препоне - Алберто Пауло — 3.000 м препреке - Франсис Обиквелу — 4 х 100 м - Арналдо Абрантес — 4 х 100 м - Жоао Вијеира — 20 км ходање - Сержио Вијеира — 20 км ходање - Педро Исидро — 50 км ходање - Диого Фереира — Скок мотком - Еди Маја — Скок мотком - Нелсон Евора — Троскок - Марко Фортес — Бацање кугле | Жене: - Карла Таварес — 100 м, 200 м - Cátia Azevedo — 400 м - Сара Мореира — 5.000 м, 10.000 м - Ана Дулсе Феликс — 10.000 м - Карла Саломе Роша — 10.000 м - Џесика Аугусто — Маратон - Мариза Барос — Маратон - Филомена Коста — Маратон - Доротеја Пејшото — Маратон - Вера Барбоза — 400 м препоне, 4 х 400 м - Филипа Мартинс — 4 х 400 м - Дороте Евора — 4 х 400 м - Катја Езеведо — 4 х 400 м - Ана Кабесиња — 20 км ходање - Инес Енрикез — 20 км ходање - Марта Онофре — Скок мотком - Катија Переира — Скок мотком - Марија Леонор Таварес — Скок мотком - Патрисија Мамона — Троскок - Сузана Коста — Троскок - Ирина Родригес — Бацање диска |  |

## Освајачи медаља (1)

### Бронза (1)
- Џесика Аугусто — Маратон

## Резултати

### Мушкарци
| Атлетичар           | Дисциплина       | Лични рекорд | Квалификације      | Квалификације      | Полуфинале           | Полуфинале           | Финале               | Финале       | Детаљи |
| Атлетичар           | Дисциплина       | Лични рекорд | Резултат           | Место              | Резултат             | Место                | Резултат             | Место        | Детаљи |
| ------------------- | ---------------- | ------------ | ------------------ | ------------------ | -------------------- | -------------------- | -------------------- | ------------ | ------ |
| Diogo Antunes       | 100 м            | 10,38        | 10,61              | 6. у гр. 2         | Није се квалификовао | Није се квалификовао | Није се квалификовао | 33 / 36 (37) |        |
| Јазалдес Насименто  | 100 м            | 10,25        | 10,27 КВ           | 2. у гр. 5         | 10,30 кв             | 3. у гр. 1           | 10,46                | 8 / 36 (37)  |        |
| Давид Лима          | 200 м            | 20,72        | 21,25              | 6. у гр. 2         | Није се квалификовао | Није се квалификовао | Није се квалификовао | 26 / 31 (32) |        |
| Ricardo dos Santos  | 400 м            | 46,27        | 45,81 КВ, НР       | 3. у гр. 3         | 45,74 НР             | 3. у гр. 2           | Није се квалификовао | 9 / 40       |        |
| Сенди Мартинс       | 800 м            | 1:47,74      | 1:49,51            | 7. у гр. 2         | Није се квалификовао | Није се квалификовао | Није се квалификовао | 26 / 34      |        |
| Емануел Ролим       | 1.500 м          | 3:38,66      | 3:42,22            | 11. у гр. 1        |                      |                      | Није се квалификовао | 21 / 31 (32) |        |
| Рикардо Рибас       | 10.000 м         | 28:47,16     |                    |                    |                      |                      | 29:09,47             | 12 / 18 (24) |        |
| Рикардо Рибас       | Маратон          | 2:14:14      | 2:15:43            | 10 / 50 (72)       |                      |                      |                      |              |        |
| José Moreira        | Маратон          | 2:13:37      | 2:24:23            | 39 / 50 (72)       |                      |                      |                      |              |        |
| Руи Педро Силва     | Маратон          | 2:12:15      | Нису завршили трку | Нису завршили трку |                      |                      |                      |              |        |
| Ермано Фереира      | Маратон          | 2:13:18      | Нису завршили трку | Нису завршили трку |                      |                      |                      |              |        |
| Joao Almeida        | 110 м препоне    | 13,47 НР     | 13,58 ЛРС          | 5. у гр. 2         | Није се квалификовао | Није се квалификовао | Није се квалификовао | 18 / 30 (32) |        |
| Алберто Пауло       | 3.000 м препреке | 8:22,41      | 8:47,18            | 13. у гр. 2        |                      |                      | Није се квалификовао | 24 / 27 (28) |        |
| Diogo Antunes²      | 4 х 100 м        | 38,88 НР     | 38,79 кв, НР       | 5. у гр. 2         | Нису завршили трку   | Нису завршили трку   |                      |              |        |
| Франсис Обиквелу    | 4 х 100 м        | 38,88 НР     | 38,79 кв, НР       | 5. у гр. 2         | Нису завршили трку   | Нису завршили трку   |                      |              |        |
| Арналдо Абрантес    | 4 х 100 м        | 38,88 НР     | 38,79 кв, НР       | 5. у гр. 2         | Нису завршили трку   | Нису завршили трку   |                      |              |        |
| Јазалдес Насименто² | 4 х 100 м        | 38,88 НР     | 38,79 кв, НР       | 5. у гр. 2         | Нису завршили трку   | Нису завршили трку   |                      |              |        |
| Жоао Вијеира        | 20 км ходање     | 1:20:09 НР   |                    |                    |                      |                      |                      |              |        |
| Сержио Вијеира      | 20 км ходање     | 1:20:58      |                    |                    |                      |                      |                      |              |        |
| Педро Исидро        | 50 км ходање     | 3:56:15      | 4:07:44            | 25 / 26 (35)       |                      |                      |                      |              |        |
| Диого Фереира       | Скок мотком      | 5,67         | 5,50 кв            | 5. у гр. А         |                      |                      | Без пласмана         | Без пласмана |        |
| Еди Маја            | Скок мотком      | 5,70 НР      | 5,50 кв            | 5. у гр. Б         | 5,60 =ЛРС            | 8 / 21 (29)          |                      |              |        |
| Нелсон Евора        | Троскок          | 17,74 НР     | 16,82 КВ           | 3. у гр. Б         | 16,78                | 6 / 21 (22)          |                      |              |        |
| Марко Фортес        | Бацање кугле     | 21,02 НР     | 20,02 кв           | 7. у гр. Б         | 20,35                | 7 / 23               |                      |              |        |

- Такмичари у штафети обележени бројем трчали су и у појединачним дисциплинама.

### Жене
| Атлетичарка           | Дисциплина    | Лични рекорд | Квалификације      | Квалификације      | Полуфинале            | Полуфинале            | Финале                | Финале        | Детаљи |
| Атлетичарка           | Дисциплина    | Лични рекорд | Резултат           | Место              | Резултат              | Место                 | Резултат              | Место         | Детаљи |
| --------------------- | ------------- | ------------ | ------------------ | ------------------ | --------------------- | --------------------- | --------------------- | ------------- | ------ |
| Карла Таварес         | 100 м         | 11,48        | 11,78              | 5. у гр. 1         | Нису се квалификовале | Нису се квалификовале | Нису се квалификовале | 32 / 36 (37)  |        |
| Карла Таварес         | 200 м         | 23,48        | 23,90              | 6. у гр. 4         | Нису се квалификовале | Нису се квалификовале | Нису се квалификовале | 33 / 34 (35)  |        |
| Cátia Azevedo         | 400 м         | 52,61        | 52,87              | 5. у гр. 2         | Нису се квалификовале | Нису се квалификовале | Нису се квалификовале | 18 / 29       |        |
| Сара Мореира          | 5.000 м       | 14:54,71     |                    |                    |                       |                       | 15:38,13              | 6 / 16 (17)   |        |
| Сара Мореира          | 10.000 м      | 31:16,44     | 32:30,12           | 5 / 24 (26)        |                       |                       |                       |               |        |
| Ана Дулсе Феликс      | 10.000 м      | 31:30,90     | 32:35,90           | 12 / 24 (26)       |                       |                       |                       |               |        |
| Карла Саломе Роша     | 10.000 м      | 32:19,98     | 33:05,49           | 16 / 24 (26)       |                       |                       |                       |               |        |
| Џесика Аугусто        | Маратон       | 2:24:25      | 2:25:41            |                    |                       |                       |                       |               |        |
| Мариза Барос          | Маратон       | 2:25:04      | 2:34:35            | 20 / 50 (72)       |                       |                       |                       |               |        |
| Филомена Коста        | Маратон       | 2:31:08      | 2:32:50            | 15 / 48 (53)       |                       |                       |                       |               |        |
| Доротеја Пејшото      | Маратон       | 2:36:51      | Није завршила трку | Није завршила трку |                       |                       |                       |               |        |
| Вера Барбоза          | 400 м препоне | 55,22 НР     | 55,85 КВ           | 1. у гр. 2         | 56,33                 | 5. у гр. 1            | Нису се квалификовале | 10 / 24 (26)  |        |
| Филипа Мартинс        | 4 х 400 м     | 3:29,38 НР   | 3:35,41 НРС        | 6. у гр. 1         |                       |                       | Нису се квалификовале | 10 / 16       |        |
| Вера Барбоза²         | 4 х 400 м     | 3:29,38 НР   | 3:35,41 НРС        | 6. у гр. 1         |                       |                       | Нису се квалификовале | 10 / 16       |        |
| Дороте Евора          | 4 х 400 м     | 3:29,38 НР   | 3:35,41 НРС        | 6. у гр. 1         |                       |                       | Нису се квалификовале | 10 / 16       |        |
| Катја Езеведо         | 4 х 400 м     | 3:29,38 НР   | 3:35,41 НРС        | 6. у гр. 1         |                       |                       | Нису се квалификовале | 10 / 16       |        |
| Ана Кабесиња          | 20 км ходање  | 1:27:46 НР   |                    |                    |                       |                       | 1:28:40               | 6 / 25 (29)   |        |
| Инес Енрикез          | 20 км ходање  | 1:29:30      | 1:31:32            | 13 / 25 (29)       |                       |                       |                       |               |        |
| Марија Леонор Таварес | Скок мотком   | 4,50 НР      | 4,00               | 10. у гр. А        |                       |                       | Нису се квалификовале | =25 / 27 (29) |        |
| Катија Переира        | Скок мотком   | 4,35         | 4,00               | 9. у гр. А         | =25 / 27 (29)         |                       | Нису се квалификовале |               |        |
| Марта Онофре          | Скок мотком   | 4,35         | 4,15               | 15. у гр. Б        | 24 / 27 (29)          |                       | Нису се квалификовале |               |        |
| Патрисија Мамона      | Троскок       | 14,52 НР     | 13,62              | 6. у гр. А         | 13 / 23               |                       | Нису се квалификовале |               |        |
| Сузана Коста          | Троскок       | 14,19        | 13,76 кв           | 5. у гр. Б         | 13,78                 | 8 / 23                |                       |               |        |
| Ирина Родригес        | Бацање диска  | 62,91        | 52,53              | 6. у гр. А         | Није се квалификовала | 14 / 22               |                       |               |        |

- Такмичарке у штафети означене бројем учествовале су и у појединачним дисциплинама.